# Elohim Prandi
Elohim Prandi (* 24. August 1998 in Istres) ist ein französischer Handballspieler. Der 1,93 m große linke Rückraumspieler steht im Aufgebot der französischen Nationalmannschaft und spielt seit 2020 für den französischen Spitzenklub Paris Saint-Germain. In der Nationalmannschaft trägt er die Rückennummer „8“, bei Paris die „71“.

## Karriere

### Verein
Elohim Prandi spielte ab 2013 in der Jugendabteilung von US Ivry HB. Im März 2016 gab er sein Debüt in der Männermannschaft, für die er in der folgenden Saison 24 Spiele in der Starligue (LNH) bestritt. Ab 2017 lief er für den Ligakonkurrenten USAM Nîmes auf, mit dem er 2018 das Finale im Coupe de France erreichte. Für Nîmes erzielte der wurfgewaltige Rückraumschütze 283 Tore in 68 Ligaspielen.

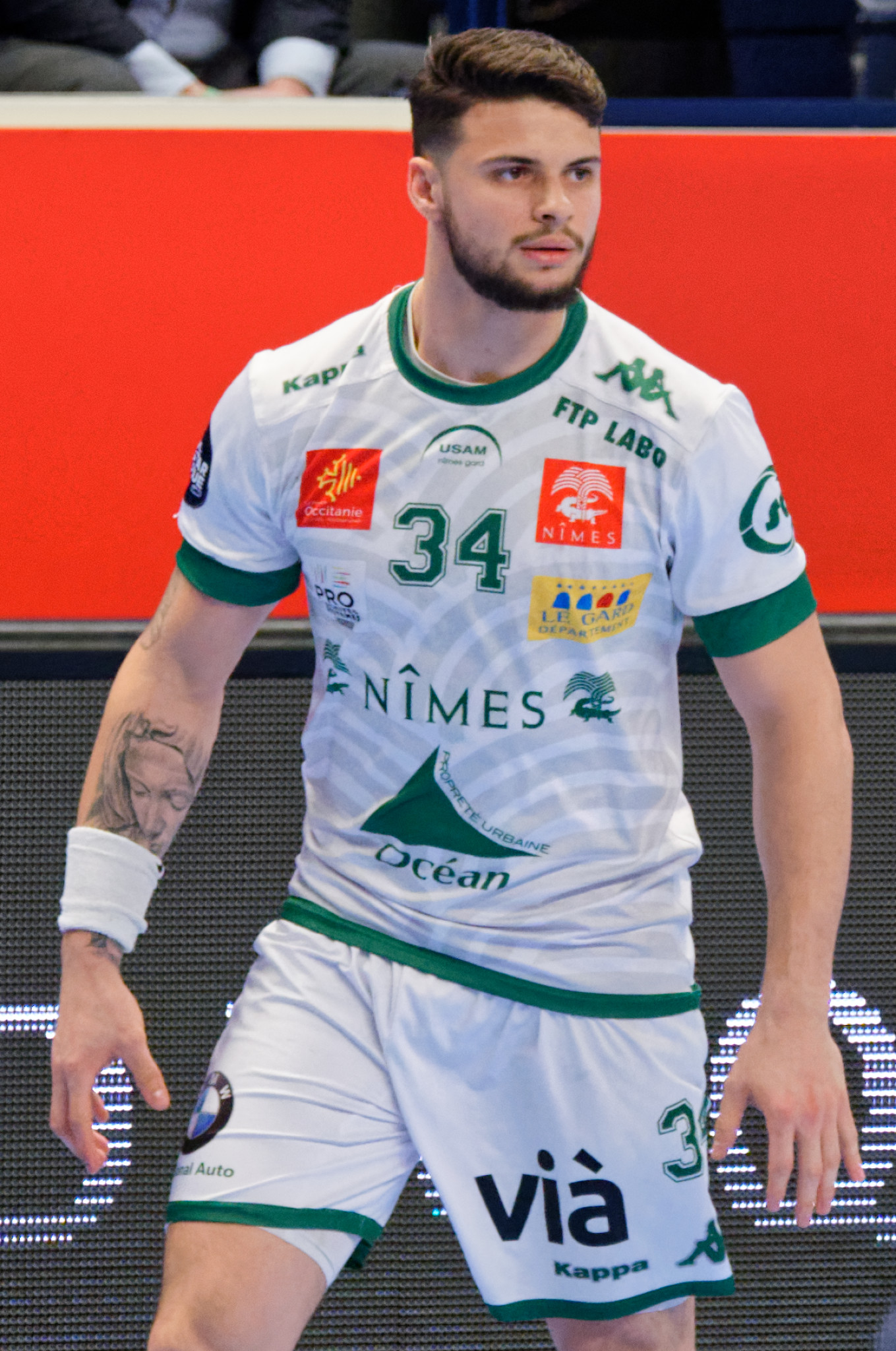
Elohim Prandi bei Nîmes (2018)

Nach dem dritten Platz zum Ende der Saison 2019/20 wechselte der frisch gekürte „beste linke Rückraumspieler der Liga“ zum Serienmeister Paris Saint-Germain. Dort gewann er 2021, 2022, 2023, 2024 und 2025 die Meisterschaft sowie 2021 den Pokal. In der EHF Champions League erreichte er mit PSG im nachträglich ausgetragenen Final-Four-Turnier 2020 sowie 2021 den 3. Platz.
Bei den EHF Excellence Awards im Jahr 2024 wurde er als bester linker Rückraumspieler der zurückliegenden Spielzeit ausgezeichnet.

### Nationalmannschaft
Elohim Prandi gewann mit der französischen Juniorenauswahl bei der U-18-Europameisterschaft 2016 und bei der U-19-Weltmeisterschaft 2017 die Goldmedaille, bei der U-20-Europameisterschaft 2018 die Silbermedaille und bei der U-21-Weltmeisterschaft 2019 erneut die Goldmedaille.
In der französischen Nationalmannschaft debütierte Prandi am 24. Oktober 2019 gegen Dänemark und bestritt bisher 37 Länderspiele, in denen er 85 Tore erzielte. Mit der Equipe nahm er an der Europameisterschaft 2020 teil. Bei der Weltmeisterschaft 2023 gewann er mit Frankreich die Silbermedaille. Bei der Europameisterschaft 2024 gewann er mit Frankreich die Goldmedaille, dabei kam er in allen neun Spielen zum Einsatz und warf 22 Tore. Im Turnier stand Frankreich im Halbfinale gegen Schweden beim Stand von 26:27 vor dem Aus und erreichte nur dank eines von Prandi direkt verwandelten Freiwurfs nach Ablauf der regulären Spielzeit die Verlängerung. Der als „Jahrhunderttor“ bezeichnete Treffer zog einen – später abgelehnten – Protest der schwedischen Delegation bei der Europäischen Handballföderation nach sich, da die Schiedsrichter einen vermeintlichen Fehler Prandis nicht per Video überprüft hatten und das Tor anerkannten. Bei der Weltmeisterschaft 2025, bei der Frankreich Bronze gewann, wurde er in acht Partien eingesetzt und warf 18 Tore.

### Erfolge und Auszeichnungen
- mit USAM Nîmes
  - Bester linker Rückraumspieler der LNH 2019/20

- mit Paris Saint-Germain
  - Französischer Meister: 2021, 2022, 2023, 2024, 2025
  - Französischer Pokalsieger: 2021, 2022

- mit der Junioren-Nationalmannschaft
  - U-18-Europameisterschaft: Gold 2016
  - U-19-Weltmeisterschaft: Gold 2017
  - U-20-Europameisterschaft: Silber 2018
  - U-21-Weltmeisterschaft: Gold 2019

- mit der A-Nationalmannschaft
  - Europameisterschaften: Gold 2024
  - Weltmeisterschaften: Silber 2023, Bronze 2025

- EHF Excellence Awards 2024

## Privates
Elohim Prandis Eltern Raoul Prandi und Mézuela Servier waren beide ebenfalls Handball-Nationalspieler. Elohim wurde in Istres geboren, wo sein Vater von 1998 bis 2000 unter Vertrag stand.
Bei einem Messerangriff in der Silvesternacht 2021 wurde Prandi durch mehrere Stiche verletzt. Er wurde in einem Krankenhaus behandelt, war aber nicht in Lebensgefahr. Bei der Europameisterschaft 2022 konnte er daraufhin nicht teilnehmen.